# Condado de Craighead
El condado de Craighead (en inglés: Craighead County) es un condado en el estado estadounidense de Arkansas. En el censo de 2000  tenía una población de 82 148 habitantes. Forma parte del área metropolitana de Jonesboro. Tiene dos sedes de condado: Jonesboro y Lake City. Fue formado el 13 de febrero de 1859, convirtiéndose en el 68° condado de Arkansas y nombrado en honor a Thomas Craighead, un senador estatal.

## Geografía
Según la Oficina del Censo, el condado tiene un área total de 1847 km² (713 sq mi), de la cual 1841 km² (711 sq mi) es tierra y 6 km² (2 sq mi) (0,30%) es agua.

### Condados adyacentes
- Condado de Greene (norte)
- Condado de Dunklin, Misuri (noreste)
- Condado de Mississippi (este)
- Condado de Poinsett (sur)
- Condado de Jackson (oeste)
- Condado de Lawrence (noroeste)

## Autopistas importantes
- Interestatal 57
- Interestatal 555
- U.S. Route 49
- U.S. Route 63
- U.S. Route 67
- Ruta Estatal de Arkansas 1
- Ruta Estatal de Arkansas 18
- Ruta Estatal de Arkansas 92

## Demografía
En el  censo de 2000, hubo 82.148 personas, 32 301 hogares, y 22 093 familias residiendo en el condado. La densidad poblacional era de 116 personas por milla cuadrada (45/km²). En el 2000 había 35 133 unidades unifamiliares en una densidad de 19/km² (49/sq mi). La demografía del condado era de 89,27% blancos, 7,78% afroamericanos, 0,33% amerindios, 0,60% asiáticos, 0,02% isleños del Pacífico, 0,93% de otras razas y 1,06% de dos o más razas. 2,12% de la población era de origen hispano o latino de cualquier raza. 
La renta per cápita promedia para un hogar del condado era de $32 425 y el ingreso promedio para una familia era de $40 688. En 2000 los hombres tenían un ingreso per cápita de $30 366 versus $21 109 para las mujeres. La renta per cápita para el condado era de $17 091 y el 15,40% de la población estaba bajo el umbral de pobreza nacional.

## Ciudades y pueblos
| - Bay - Black Oak - Bono | - Brookland - Caraway - Cash | - Egypt - Herman - Jonesboro | - Lake City - Monette |